# 多伯斯多夫湖

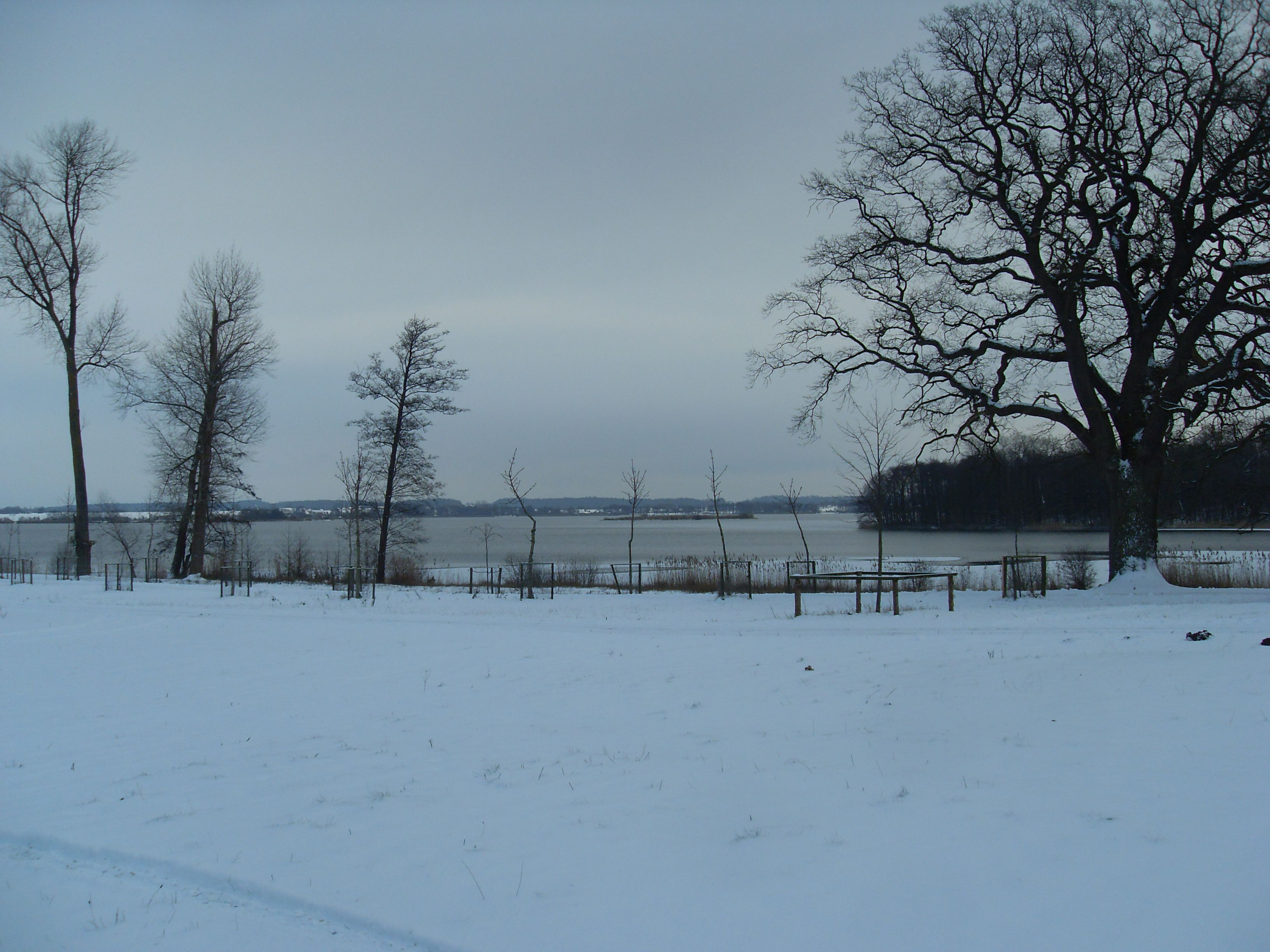

54°19′07″N 10°18′22″E / 54.3186848°N 10.3060378°E
多伯斯多夫湖（德語：Dobersdorfer See），是德國的湖泊，位於該國北部石勒蘇益格-荷爾斯泰因州，由普倫縣負責管轄，長2.7公里、寬1.8公里，面積3.2平方公里，海拔高度19米，平均水深5米，最大水深19米，水體容量1,690萬立方米，湖岸線長度10.1公里。